# Frankie King
Frankie Alexander King (* 6. Juni 1972 in Baxley (Georgia)) ist ein ehemaliger US-amerikanischer Basketballspieler.

## Werdegang
King spielte als Student in seinem Heimatland am Coastal Georgia Community College sowie an der Western Carolina University. Während seiner Zeit an letzterer Hochschule wurde King zweimal als Spieler des Jahres der Southern Conference ausgezeichnet. Später wurde er in die Ruhmeshalle der Sportabteilung der Western Carolina University aufgenommen.
Nachdem er 1995 beim NBA-Draft 1995 der NBA von den Los Angeles Lakers ausgewählt worden war, spielte King kurz für die Mannschaft Memphis Fire in der United States Basketball League. In der NBA gelang ihm weder in Los Angeles noch später in Philadelphia der Durchbruch, King bestritt in der nordamerikanischen Liga insgesamt 13 Einsätze.
King verbrachte den Großteil seiner Profilaufbahn in europäischen Ländern. 1999 gewann er mit PAOK Thessaloniki den griechischen Pokalwettbewerb. Im Herbst 1999 stand er in der deutschen Bundesliga bei Alba Berlin unter Vertrag. Er bestritt zwölf Spiele in der Bundesliga, sein Punktedurchschnitt betrug bei diesen Einsätzen 20,5. Im November 1999 wurde King während eines Bundesliga-Spiels gegen Hamburg ausgeschlossen, nachdem er seinen Gegenspieler und Landsmann Mike Penberthy gewürgt hatte. Mitte Dezember 1999 wurde King von den Berlinern entlassen, zuvor waren von der Mannschaftsleitung wegen disziplinarischer Verfehlungen mehrere Abmahnungen gegen den US-Amerikaner ausgesprochen worden.
2005 und 2006 wurde King mit AEL Limassol Meister Zyperns, das Fachmedium Eurobasket.com zeichnete ihn in der Saison 2004/05 als besten Spieler der Liga aus.